# Château de Château Denys
Le château de Château Denys est une ancienne maison forte, du XIVe, au Moyen Âge, siège de la seigneurie de Serrières, qui se dresse sur la commune de  Serrières-en-Chautagne, une commune française, dans le département de la Savoie et la région Rhône-Alpes.

## Situation
Le château se dresse au bord de la route départementale 991, en face du restaurant « Dianne de Chautagne », à 300 m au sud du bourg. Le château protégeait la route de Rumilly.

## Histoire
Le château de Château Denys est, au XIVe siècle, la possession de la famille des du Ton de Serrières, vassale des comtes de Genève et des seigneurs de Chautagne, et des Montluel ; Martin du Ton de Serrières vit en 1322. Le fief échoit à l'extinction de la famille des du Ton, aux Marestes.
Le château est, en 1430, la possession de Antoine de Mareste ; sa fille, Françoise, est mariée, en 1457, à Guy d'Escrivieux. Guigone d'Escrivieux, mariée, en 1502, à Hugues des Amblards, et sa fille, mariée, en 1524, à Jean de Menthon, ont toutes deux portées le titre de dames de Serrières, bien que la seigneurie fut partagée en 1499.
Au XVIIe siècle, le château est entre les mains des Denys, famille notariale, qui a donné son nom au château. Sous la Révolution française, y vit François Denys. À sa mort, les biens passèrent au marquis Jean-Baptiste d'Oncieu de La Bâtie, qui les vendra.
En 1901, ils sont la propriété de M. de Juge. Morcelée, en 1909, le premier étage est la possession de la famille Cagnon, le reste aux Péthelaz.

## Description
Le château de Château Denys a conservé son allure du XVe. Il se présente sous la forme d'un U, construit en pierre grise, que cerne trois tours, une ronde qui devient polygonale, une polygonale à pans coupés, haute de cinq étages, qui abrite l'escalier et une carrée. Subsistes des ouvertures à meneaux surmontés d'accolades datées du XVIe.